# Spongano
Spongano község (comune) Olaszország Puglia régiójában, Lecce megyében.

## Fekvése
A Salentói-félsziget déli részén fekszik, Otrantótól délnyugatra.

## Története
A vidéket már a paleolitikumban lakták, ezt bizonyítják a település határában álló dolmenek. Első írásos említése 1103-ból származik, amikor Hauteville Tankréd, Castro ura hűbérbirtoka volt. 1270-ben a Tarantói Hercegséghez került, majd 1398-ban az Orsini del Balzo nemesi család szerezte meg. 1463-ban királyi birtok lett. 1534-ben a Gattinara család kapta meg, 1777-ben pedig a Bacile di Castiglione család. 1806-ban vált önállóvá, amikor a Nápolyi Királyságban felszámolták a feudalizmust. 

## Népessége
A népesség számának alakulása:

## Főbb látnivalói
- San Giorgio Martire-templom - az 1700-as években épült barokk stílusban.
- Piedi Grandi - a település határában álló megalitikus dolmenek.
- Palazzo Bacile - a Bacile di Castiglione nemesi család egykori otthona, amely egy 1500-as években épült palota átépítésével jött nyerte el mai formáját a 19. század elején.